# Savojské vévodství
Savojské vévodství (francouzsky Duché de Savoie, italsky Ducato di Savoia, latinsky Ducatus Sabaudiae) byl politický útvar a de iure stát Svaté říše římské. Nacházel se na pomezí dnešních států Itálie, Francie a Švýcarska. Hlavním městem bylo Chambéry, později Turín. S přestávkou v době napoleonských válek (1792 až 1815) existoval mezi roky 1416 a 1847 a byl řízen panovníky (vévody) ze savojské dynastie. 

## Historie
Vzniklo povýšením Savojského hrabství císařem Zikmundem Lucemburským, který udělil titul vévody Amadeovi VIII. Savojskému. Od samého počátku bylo Savojsko centrem širšího svazku státních celků, které Savojští měli pod svou kontrolou, byly to okolní italské státy, jmenovitě Piemont, Aosta, Montferrat, Saluzzo, Janov a Nice, ovšem nejvýznamnější z nich byla Sardinie, která byla královstvím. Všechny tyto země tvořily dohromady Sardinské království, které se podílelo na unifikaci Itálie.

Státy Itálie kolem roku 1494 (Savojské vévodství tmavě zeleně)

Samostatné Savojsko formálně zaniklo roku 1847 „dokonalým spojením“ (fusione perfetta) všech držav savojské dynastie do jednoho politického celku, Sardinského království, což uskutečnil Karel Albert Sardinský. 
Území Savojského vévodství bylo později Turínskou smlouvou roku 1860 připojeno k Francii.